# 奧蘭治女親王卡塔里娜-阿馬利婭
凱薩琳娜-艾瑪莉亞·贝娅特丽克丝·卡門·維多利亞（荷蘭語：Catharina-Amalia Beatrix Carmen Victoria，[kaːtaːˈrinaː ʔaːˈmaːlijaː];，2003年12月7日—），荷兰王儲，奧蘭治女親王。她是前任荷蘭女王贝娅特丽克丝和克劳斯亲王的孫女，現任荷蘭國王威廉-亚历山大和马克西玛王后的長女。
凱薩琳娜-艾瑪莉亞的祖母碧翠斯女王於2013年4月30日退位 ，其父登基。凱薩琳娜-艾瑪莉亞作為新的法定繼承人，被授予奧蘭治女親王的頭銜，成為第一位憑藉自身權利獲得此頭銜的女親王（此前都是親王妃）。

2022年9月，她开始就读阿姆斯特丹大学的PPLE（政治、心理学、法律和经济学）专业，打破了此前荷兰王储都就读莱顿大学的传统。

## 榮譽

### 荷蘭勋章奖章
- 荷蘭雄獅勳章（英语：Order of the Netherlands Lion）大十字騎士（2021年12月7日授予）[3]
- 拿騷王朝金獅勳章（英语：Order of the Gold Lion of the House of Nassau）騎士（2021年12月7日授予）[3]

### 外国勋章奖章
- 阿曼
  -  文藝復興勳章（英语：Order of the Renaissance (Oman)）一等成員（2025年4月15日授予）[4]

- 葡萄牙
  -  基督勳章（英语：Military Order of Christ）大十字級（2024年12月10日授予）[5]

- 西班牙
  -  天主教伊莎貝拉騎士團勳章（英语：Order of Isabella the Catholic）大十字女爵士（GYC, 2024年4月10日授予）[6]